# بيتر بيتر
بيتر بيتر هو كاتب أغاني ومغني كندي، ولد في فبراير 1984 في مدينة كيبك في كندا.

## وصلات خارجية
- الموقع الرسمي
- بيتر بيتر على موقع ميوزك برينز (الإنجليزية)
- بيتر بيتر على موقع أول ميوزيك (الإنجليزية)
- بيتر بيتر على موقع ديسكوغز (الإنجليزية)